# Chrysanthia planiceps
Chrysanthia planiceps is een keversoort uit de familie schijnboktorren (Oedemeridae). De wetenschappelijke naam van de soort is voor het eerst geldig gepubliceerd in 1878 door Kiesenwetter.